# Historie (fortælling)
 For alternative betydninger, se Historie (flertydig). (Se også artikler, som begynder med Historie)
Den historiske fortælling er en særlig kategori inden for gruppen af fortællinger. Den tager udgangspunkt i faktuelle begivenheder, men i modsætning til videnskabelige historiske fremstillinger er den historiske fortælling udformet som et plot med en begyndelse, en handling og en slutning, der munder ud i en pointe eller morale. Handlingen er dramatiseret, ligesom den kan indeholde fiktive elementer for at skabe et spændingsfelt. En egentlig forskrift for, hvad der adskiller den historiske fortælling fra den litterære fortælling kan der blandt forskere næppe skabes konsensus om.. Dog synes der at være en bred enighed om, at den historiske fortælling skal være autentisk.  
Den historiske roman er en litterær genre, hvor forfatteren i større eller mindre omfang inddrager faktiske begivenheder.

## Udviklingstendenser
Den historiske fortælling har været mundtligt overleveret i flere årtusinder og er senere blevet nedskrevet efter hukommelsen. Bibelen indeholder fortællinger tilbage til menneskets skabelse. En af de tidligste historiske beretninger, som er nedskrevet samtidig med begivenhederne indtraf er Thukydids skildring af Den peloponnensiske krig (431-404 f.kr.).  Saxos krønike bygger i modsætning hertil på sagn og myter fra jernalderen, som han nedskrev i 1100-tallet. Arild Huitfeldts krønike anses for at være den første samlede historiske fortælling om Danmark, som bygger på kilder.
Den historiske fortælling blev i forskerkredse trængt i baggrunden, da Kristian Erslevs principper for kildekritik i anden halvdel af 1800-tallet blev anerkendt som det vigtigste kriterium for historieforskningen i Danmark. Den havde dog stadig en væsentlig betydning i den folkelige kultur og i populærhistoriske værker. En tilsvarende udvikling fandt sted i andre europæiske lande som følge af positivismens fremvækst. Karl Popper systematiserede i sit hovedværk Logik der Forschung (1933) principperne for falsifikation, som fik stor indflydelse på historikernes videnskabelige mål, og den historiske fortælling blev en sekundær genre, indtil Hayden White i 1980-erne påpegede lighederne mellem alle typer historiske fremstillinger og litterære værker. Med begrebet emplotment påpegede White, at historikere selv udvælger de begivenheder, som passer ind i den struktur, de har valgt at præsentere for publikum. 
I formålet for historie i Folkeskolen var den historiske fortælling ikke specifikt omtalt i 2004; men med et nyt formål i 2009 fik den følgende bemærkning:
”Historiske fortællinger er af afgørende betydning for identitetsdannelsen, fordi de handler mennesker, der er historieskabte såvel som historieskabende, og derved frembyder oplagte muligheder for indlevelse og identifikation.” 
Danske historikere fra forskellige uddannelsessteder i Danmark har i et omfattende forskningsprojekt under Statens Humanistiske Forskningsråd i perioden 1995 – 1999 kortlagt historieformidling i bredeste forstand  Her anskues den historiske fortælling som narrativ formidling af identitetsbærende historier, der danner rammen om befolkningens erindringskultur og historiebrug.